# Гарипов, Марсель Мансурович
Марсель Мансурович Гарипов (род. 26 июля 1971, Казань) — советский и российский хоккеист, нападающий.

## Биография
Воспитанник казанского СК им. Урицкого. Начинал выступать в «Нефтехимике» Нижнекамск (КФК, 1988/89, 1989/90), «Соколе» Новочебоксарск (2 лига, 1989/90) «Старт» Ульяновск (КФК, 1990/91). После сезона 1991/92 в «Нефтехимике» во второй лиге отыграл два сезона за «Тан» Казань, затем вновь вернулся в «Нефтехимик». Выиграл с командой открытый чемпионат России-1994/95 и в следующем сезоне стал автором первого гола клуба в МХЛ. Провёл за «Нефтехимик» пять сезонов, также в это время выступал за «Торос» Нефтекамск (1995/96), ХК ЦСКА (1997/98, аренда), «Нефтехимик-2» (1997/98 — 1998/99), «Нефтяник» Лениногорск (1998/99). В дальнейшем играл за «Салават Юлаев» (1999/2000, три матча), «Нефтяник» Альметьевск (1999/2000 — 2000/01), «Нефтяник-2» (2000/01), «Ариада» Волжск (2001/02).
После окончания карьеры — бизнесмен, тренер любительских команд, проживает в Казани.